# Барнабі Джойс
Барнабі Томас Джеральд Джойс  (англ. Barnaby Thomas Gerald Joyce; нар. 17 квітня 1967, Тамворт, Новий Південний Уельс) — австралійський політик, лідер Національної партії Австралії і заступник прем'єр-міністра Австралії (міністр сільського господарства і водних ресурсів) з 2016 р. З 2005 по 2013 рр. — сенатор від штату Квінсленд, з 2013 р. — член парламенту.
Джойс виріс у селянській сім'ї, його батько був родом з Нової Зеландії. У 1989 р. він закінчив Університеті Нової Англії. Служив в австралійській Резервній армії з 1994 по 1999 рр. В 1999 році пройшов бухгалтерську практику в м. Святого Джорджа, Квінсленді. Працював бухгалтером з 1991 по 2005 рр. Джойс пройшов до сенату на виборах 2004 року, хоч як згодом (в 2017 році) виявилось, права обиратись не мав. В 2008 став лідером Національної Партії в Сенаті. На виборах в 2013 році, перейшов до Палати Репрезентантів виборовши посаду голови місцевого самоврядування в селищі Нова Англія штату Новий Південний Уельс (Австралія).
Протягом 2013 року заміщав Найджела Скалліона на посаді намісника голови Національної Партії. В 2016 переміг Уоррена Траса в боротьбі за місце лідера партії та намісника прем'єр міністра. В часи правління Тоні Еббота та Малкольма Турнбула, Джойс займав пости Міністра Аграрної Культури (2013-2015), Міністра Аграрної Культури та Водних Ресурсів (2015-2017), Міністра Ресурсів та Північної Австралії (2017), Міністра Інфраструктури та Транспорту (2017-2018).
З 2008 по 2013 рр. — лідер Національної партії у Сенаті.
З 2008 по 2013 рр. — заступник лідера Національної партії.
Одружений, має чотирьох доньок.